# بيل كوركوران
بيل كوركوران هو مخرج كندي، ولد في 19 يناير 1951.

## وصلات خارجية
- بيل كوركوران على موقع IMDb (الإنجليزية)
- بيل كوركوران على موقع ألو سيني (الفرنسية)
- بيل كوركوران على موقع أول موفي (الإنجليزية)
- بيل كوركوران على موقع قاعدة بيانات الأفلام السويدية (السويدية)
- بيل كوركوران على موقع قاعدة بيانات الفيلم (الإنجليزية)
- بيل كوركوران على موقع كينوبويسك (الروسية)
- بيل كوركوران على موقع كينوبويسك (الروسية)